# Фредерік (Вісконсин)
Фредерік (англ. Frederic) — селище (англ. village) в США, в окрузі Полк штату Вісконсин. Населення — 1154 особи (2020).

## Географія
Фредерік розташований за координатами 45°39′10″ пн. ш. 92°27′45″ зх. д. / 45.65278° пн. ш. 92.46250° зх. д. (45.652703, -92.462638).  За даними Бюро перепису населення США в 2010 році селище мало площу 4,64 км², з яких 4,46 км² — суходіл та 0,18 км² — водойми.

## Демографія
Згідно з переписом 2010 року, у селищі мешкало 1137 осіб у 496 домогосподарствах у складі 274 родин. Густота населення становила 245 осіб/км².  Було 567 помешкань (122/км²).
Расовий склад населення:
| - 95,9 % — білих - 1,7 % — корінних американців - 0,5 % — азіатів - 0,3 % — чорних або афроамериканців |

До двох чи більше рас належало 1,3 %. Частка іспаномовних становила 1,1 % від усіх жителів.
За віковим діапазоном населення розподілялося таким чином: 25,8 % — особи молодші 18 років, 51,9 % — особи у віці 18—64 років, 22,3 % — особи у віці 65 років та старші. Медіана віку мешканця становила 41,4 року. На 100 осіб жіночої статі у селищі припадало 87,6 чоловіків;  на 100 жінок у віці від 18 років та старших — 82,3 чоловіків також старших 18 років.
Середній дохід на одне домашнє господарство  становив 47 803 долари США (медіана — 33 426), а середній дохід на одну сім'ю — 61 452 долари (медіана — 41 094). Медіана доходів становила 38 750 доларів для чоловіків та 33 516 доларів для жінок. За межею бідності перебувало 17,0 % осіб, у тому числі 30,2 % дітей у віці до 18 років та 5,7 % осіб у віці 65 років та старших.
Цивільне працевлаштоване населення становило 362 особи. Основні галузі зайнятості: освіта, охорона здоров'я та соціальна допомога — 22,9 %, виробництво — 14,9 %, роздрібна торгівля — 14,6 %.